# Expertisecentrum Euthanasie
Het Expertisecentrum Euthanasie (EE), tot 4 september 2019 Levenseindekliniek geheten, is een Nederlandse medische instelling voor mensen met een euthanasieverzoek dat aan de zorgvuldigheidseisen van de euthanasiewet voldoet, maar van wie de eigen (huis)arts het verzoek niet kan of wil honoreren.
Het centrum is op 1 maart 2012 geopend en heeft 40 ambulante teams bestaande uit een arts en een verpleegkundige die aanvragen beoordelen en zo mogelijk honoreren.
De vestiging van het Expertisecentrum Euthanasie in Den Haag heeft een kantoorfunctie. Aanvankelijk bestond het idee om in het gebouw enkele ruimtes te realiseren, waar mensen – voor wie levensbeëindiging thuis of in de eigen omgeving niet mogelijk is – zouden kunnen sterven. Om die reden werd destijds gekozen voor de naam 'Levenseindekliniek'. In de praktijk bleek hieraan echter geen behoefte te bestaan: mensen krijgen de euthanasie het liefst thuis. 
Op 15 februari 2016 zond omroep NTR een 2Doc-documentaire uit over de Levenseindekliniek, vlak na het verschijnen van het rapport van de Adviescommissie voltooid leven van D66-senator Paul Schnabel.

## Werkwijze
In zeven jaar tijd (2012 t/m 2018) kregen meer dan 2700 mensen euthanasie via een hulpvraag bij de Levenseindekliniek. Voorzitter Willie Swildens van de toetsingscommissies euthanasie stelde in maart 2013 dat de euthanasiepraktijk van de Levenseindekliniek zorgvuldig is. In maart 2014 maakte de kliniek bekend haar kennis op het gebied van euthanasie te willen delen met de beroepsgroep van artsen. De Levenseindekliniek wil artsen scholing aanbieden, hen terzijde staan met euthanasieconsulenten en 'buddy's' artsen laten helpen die worstelen met de euthanasiepraktijk. Artsenorganisatie KNMG zei daarop graag met de Levenseindekliniek te willen samenwerken om de kennis over euthanasie onder artsen verder te verspreiden. Uiteindelijk zou de instelling zichzelf zo op termijn overbodig willen maken. In 2014 kwam de kliniek drie keer in opspraak vanwege euthanasie op een bejaarde vrouw die niet in een verpleeghuis wilde wonen, euthanasie op een oudere psychiatrische patiënt en euthanasie op de 47-jarige Gaby Olthuis die met een ernstige vorm van chronisch oorsuizen kampte.
Bij het Expertisecentrum Euthanasie melden zich vooral mensen die lijden aan ziektes die niet op korte termijn tot de dood leiden. Te denken valt aan ziekten als ALS, MS, COPD, tinnitus of de gevolgen van een hersenbloeding. Ook doen in vergelijking met de landelijke euthanasiepraktijk relatief veel psychiatrisch patiënten, dementerenden en mensen met een stapeling van ouderdomsklachten een euthanasieverzoek bij het Expertisecentrum Euthanasie. Het aantal kankerpatiënten is in vergelijking met de landelijke cijfers klein.